# Seznam avstralskih letalcev
Seznam avstralskih letalcev.

## H
- Lawrence Hargrave
- Harry Hawker
- Bert Hinkler

## S
- Sir Charles Kingsford Smith